# Maximiliano Rolón
Maximiliano Brian Rolón (alias Maxi Rolón (Rosario, 19 januari 1995 – Casilda, 14 mei 2022) was een Argentijns voetballer die als aanvaller speelde. Hij stond sinds 2016 onder contract bij het Braziliaanse Santos FC.

## Clubcarrière
Rolón begon met clubvoetbal bij Atlético Luján. In 2007 kwam hij bij de Argentijnse voetbalschool van FC Barcelona, FCB Juniors de Luján. Drie jaar later maakte Rolón de overstap naar de jeugdopleiding van FC Barcelona. Met de Juvenil A, het hoogste jeugdelftal, won de aanvaller in 2014 de regionale groep van de División de Honor en de UEFA Youth League. Op 4 oktober 2014 debuteerde hij voor FC Barcelona B in de Segunda División A tegen CD Lugo. In januari 2016 vertrok Rolón naar Santos FC.

## Overlijden
Rolón overleed op 27-jarige leeftijd aan de gevolgen van een auto-ongeluk. Hij verloor de macht over het stuur, kwam op de andere rijbaan terecht en botste tegen een boom. Ook zijn 30-jarige broer kwam bij dat ongeluk om het leven.

## Statistieken
| Seizoen         | Club            | Competitie         | Competitie | Competitie | Beker | Beker | Supercup | Supercup | Europa | Europa | Totaal | Totaal |
| Seizoen         | Club            | Competitie         | Wed.       | Dlp.       | Wed.  | Dlp.  | Wed.     | Dlp.     | Wed.   | Dlp.   | Wed.   | Dlp.   |
| --------------- | --------------- | ------------------ | ---------- | ---------- | ----- | ----- | -------- | -------- | ------ | ------ | ------ | ------ |
| 2014-2015       | FC Barcelona B  | Segunda División A | 7          | 0          | 0     | 0     | —        | —        | —      | —      | 7      | 0      |
| 2015-2016       | FC Barcelona B  | Segunda División B | 17         | 2          | 0     | 0     | —        | —        | —      | —      | 17     | 2      |
| 2015-2016       | Santos FC       | Série A            | 1          | 0          | 3     | 0     | —        | —        | —      | —      | 4      | 0      |
| Carrière totaal | Carrière totaal | Carrière totaal    | 25         | 2          | 3     | 0     | 0        | 0        | 0      | 0      | 28     | 2      |